# Черенков, Роберт Дмитриевич
Роберт Дмитриевич Черенков (28 февраля 1937, Москва — 13 июля 2018, там же) — советский хоккеист, хоккейный тренер, мастер спорта СССР, заслуженный тренер РСФСР, заслуженный тренер СССР (1992), кандидат педагогических наук, спортивный функционер.

## Биография
Родился 28 февраля 1937 года в Москве в рабочей семье. Был назван в честь Роберта Гранта, главного героя фильма «Дети капитана Гранта», вышедшего в СССР на экраны в 1936 году. В 1941 году, когда началась Великая Отечественная война, родители Черенкова записались в 7 дивизию московского добровольного народного ополчения Бауманского района: «Папа и мама работали водителями, в 1941 году одновременно ушли на фронт, в ополчение. И больше я их не видел. Знаю только, что погибли…» Отец Дмитрий Яковлевич пропал без вести в декабре 1942 года.

Воспитывался сестрой матери Марией Ивановной и ее мужем, спортсменом, тренером и спортивным организатором, заслуженным мастером спорта Павлом Савостьяновым.
«Безусловно, всем, чего я достиг, обязан Павлу Александровичу, у меня был перед глазами великий пример человека с большой буквы. Он не курил, не знал, что такое спиртное, по характеру был на редкость добрым и отзывчивым, не давил, как сейчас принято говорить, авторитетом. Я не просто слушал его, а впитывал и запоминал все сказанное. Никогда не слышал, чтобы он выражал недовольство по какому-то случаю. Отец ничего не делал в приказном порядке. Я искренне хотел быть похожим на него. Сначала я просто смотрел, как играют мастера. Потом сам потихоньку начал спортом заниматься».
В детстве занимался конькобежным спортом в секции «Юного динамовца» под руководством тренера, заслуженного мастера спорта, чемпиона СССР Григория Ивановича Кушина. Играл также в хоккей с мячом, хоккей с шайбой и футбол за юношеские команды ЦДСА. После ликвидации в 1952 году футбольного ЦДСА был привлечен к тренировкам молодежной команды футбольного «Спартака», занимался у тренера Константина Рязанцева. Однако в итоге Черенков вернулся в армейский клуб и в качестве основного вида спорта выбрал хоккей с шайбой.

## Карьера хоккеиста
Воспитанник школы ЦДСА / ЦСК МО. Играл за молодежную команду армейцев вместе с будущими олимпийскими чемпионами Вениамином Александровым и Станиславом Петуховым. В сезонах-1956/57 и 1957/58 выступал за студенческую команду «Буревестник» Государственного института физкультуры, в котором тогда учился. После окончания института получил приглашение от главного тренера московского «Динамо» Аркадия Чернышёва.

В «Динамо» Черенков провёл три сезона (1958/59 — 1960/61), завоевав серебряные медали чемпионатов СССР 1959 и 1960 годов. Играл на позиции защитника в паре с Виктором Тихоновым, впоследствии заслуженным тренером СССР, ставшим для Черенкова одним из лучших друзей на всю жизнь.
«Играть в паре с Тихоновым мне было комфортно, Виктор считался опытным защитником достаточно высокого уровня. Он был кандидатом в национальную команду СССР, но сыграть на Олимпиадах и чемпионатах мира ему не удалось. А вот за сборную Тихонов выступал регулярно. Хоккеистом он был грамотным, с хорошим катанием, с пониманием игры, технически оснащенный, крепкий, такой плотный защитник, как говорится, силовичок, но никогда не дрался».
В 1961 году у Черенкова обнаружился врожденный порок сердца, и врачи запретили ему играть в профессиональный хоккей. В течение двух лет Черенков работал учителем физкультуры и классным руководителем в московской школе № 358, а также играл в хоккей за подмосковные команды класса «Б» «Химик» (Щёлково) и «Труд» (Подольск).
Летом 1963 года Черенков вместе с семьей переехал в Саратов, на родину своей жены Ларисы, и начал выступать за местную заводскую команду класса «Б» «Авангард», став ее капитаном. По ходу сезона-1963/64 старший тренер «Авангарда» Анатолий Гаврилин был уволен, а на его место назначен Роберт Черенков, ставший в 27 лет одним из самых молодых хоккейных тренеров Советского Союза.

## Карьера тренера
В качестве главного тренера саратовской команды мастеров по хоккею, сначала называвшейся «Авангард», потом «Энергия», а с 1969 года — «Кристалл», Черенков проработал 13,5 лет (1963/64 — 1976/77). За это время команда прошла путь от аутсайдера класса «Б» до высшей лиги чемпионата СССР. При Черенкове «Кристалл» дважды побеждал в первенстве первой лиги в 1974 и 1976 годах.

В первые два сезона Черенкова в Саратове под его руководством играл молодой нападающий Борис Михайлов, впоследствии — двукратный олимпийский чемпион и 8-кратный чемпион мира:
«С приходом Черенкова наша команда стала более сбалансированной, работающей с учетом современных требований. Для меня это было важно. Сейчас я могу сказать, что Саратов стал как бы отправной точкой в моей профессиональной хоккейной жизни. В нем я получил первые уроки бытия команды мастеров, форм общения, подходов к работе».
При непосредственном участии Роберта Черенкова в Саратове был открыт в 1969 году крытый Ледовой дворец и создана ДЮСШ «Кристалл».
В первой половине 1970-х Черенков считался одним из самых перспективных тренеров нового поколения в стране. Его отличало особое внимание к научной организации учебно-тренировочного процесса.
В 1976 году Черенков стал вместе с Борисом Майоровым помощником Виктора Тихонова в экспериментальной сборной СССР на первом в истории Кубке Канаде. В декабре 1976 года сборная РСФСР, составленная на базе игроков саратовского «Кристалла» и воскресенского «Химика», выиграла престижный международный Кубок Шпенглера. Руководили той сборной Черенков и Юрий Иванович Морозов.
Летом 1977 года Черенков был назначен главным тренером московского «Спартака», в котором проработал 1,5 сезона, встретив серьезное противодействие со стороны ветеранов команды, особенно Александра Якушева. Был уволен из «Спартака» в декабре 1978 года после происшествия с молодым нападающим Валерием Брагиным.
После этого работал главным тренером ижевской «Ижстали» (1979/80 — 1982/83), впервые в истории ижевского хоккея выведя команду в высшую лигу. Вернулся в Саратов в январе 1983 года в роли тренера-консультанта. Главный тренер «Кристалла» в сезонах — 1983/84, 1984/85 (первая половина), во второй половине сезона-1986/87 — тренер-консультант.
В течение трех сезонов работал главным тренером молодежной сборной СССР: чемпион мира (1989) и двукратный (1990, 1991) серебряный призёр чемпионатов мира.
В 1990—1992 годах занимал должность главного тренера-начальника команды национальной сборной СССР/СНГ, победившей на Олимпиаде 1992 года.

## Карьера менеджера
Президент Межнациональной хоккейной лиги (1992—1996), объединявшей 28 клубов из России, Белоруссии, Казахстана и Украины. С 1995 по 1996 год Черенков заведовал кафедрой хоккея в РГУФК, во второй половине 1990-х годов также являлся вице-президентом ФХР.
В 1997 году был обвинён в убийстве президента ФХР Валентина Сыча, в общей сложности провёл в следственном изоляторе «Матросская тишина» три месяца. Впоследствии, в январе 1998 года обвинение с Черенкова было снято. По словам Черенкова, из него пытались выбить признание в убийстве.

## Смерть
Скончался 13 июля 2018 года после инфаркта. Похоронен на Ваганьковском кладбище (уч. 48).

## Семья
Жена Лариса Геннадьевна Черенкова (род. 1940), девичья фамилия — Лебедева. Выпускница ГЦОЛИФК, занималась конькобежным спортом. Поженились в 1960 году.
Сын Дмитрий (1961), кандидат педагогических наук, в прошлом — заведующий кафедрой теории и методики хоккея в РГУФК, позже — руководитель Высшей школы тренеров по хоккею в МГАФК. Работал руководителем комплексной научной группы при сборной России по хоккею, автор многочисленных работ по теории и методике хоккея.
Сын Александр (1966—2019) — хоккейный судья всесоюзной категории, провел более 600 матчей чемпионатов СССР и России в качестве главного судьи. Награжден памятным знаком «За верность хоккею». Работал преподавателем Академии судейства КХЛ, руководителем учебно-методического центра Федерации хоккея Москвы.
Внуки: Павел Дмитриевич (1983), Елена Александровна, Александр Александрович (1992) — хоккейный арбитр, Василий Дмитриевич (1995) — тренер по мини-футболу, Таисия Дмитриевна (2014).
Племянник — Андрей Марфин (1968), защитник хоккейных команд «Кристалл» (Саратов), ШВСМ (Киев), СКА МВО (Калинин) и «Буран» (Воронеж).